# Bitwa pod Newbury (1643)
Pierwsza bitwa pod Newbury – starcie zbrojne, które miało miejsce 20 sierpnia 1643 podczas angielskiej wojny domowej (1642–1651).
Bitwa stoczona została w Enborne i Wash Common graniczące z Newbury, między armią Parlamentu dowodzoną przez hrabiego Essex a armią Rojalistów dowodzoną osobiście przez króla Anglii Karola I, któremu towarzyszył książę Rupert oraz Jacob Astley. Obie strony posiadały podobne siły. Karol I miał około 8 000 piechoty i 6 000 jazdy, podczas gdy Essex miał 10 000 piechoty, 4 000 jazdy. Obie strony miały po około 20 dział.
Pomimo że armia Rojalistów przybyła pod Newbury przed armią Parlamentu, Essex potrafił lepiej wykorzystać warunki terenowe, zabezpieczając pozycje na wzgórzu górującym nad polem bitwy. Kawaleria Rojalistów pobiła kawalerię Parlamentu, nie była jednak zdolna do wyparcia piechoty z jej pozycji na wzgórzu.
Bitwa trwała cały dzień, zażarte zmagania ciągnęły się, ale żadna ze stron nie potrafiła przechylić zwycięstwa na swoją stronę. Król Karol, przerażony ilością przelanej krwi, odrzucił sugestie swoich doradców by kontynuować bitwę następnego dnia i wycofał swe siły do Oksfordu. Obie strony straciły łącznie około 3500 ludzi, w tym Rojaliści więcej. Hrabia Carnarvon i hrabia Sunderland zginęli w walce. W największe osłupienie wprawił króla czyn wicehrabiego Falklanda, jego Sekretarza Stanu, który popełnił samobójstwo, do którego doprowadziła rozpacz związana z horrorem wojny domowej.